# Portada/efemèride setembre 25
Carlos Ruiz Zafón
« 24 de setembre · 25 de setembre · 26 de setembre »